# Dactylocythere koloura
Dactylocythere koloura är en kräftdjursart som beskrevs av D. G. Hart och C. W. Hart 1971. Dactylocythere koloura ingår i släktet Dactylocythere och familjen Entocytheridae. Inga underarter finns listade i Catalogue of Life.